# El príncep de la ciutat
El príncep de la ciutat (títol original: Prince of the City) és una pel·lícula estatunidenca de Sidney Lumet estrenada el 1981. Ha estat doblada al català.

## Argument
Danny Ciello és un policia del SIU, Servei especial de la policia en la lluita antidroga. És l'elit de la policia a qui cap falta no és perdonada per les autoritats judicials i federals. Aquestes últimes confien a Danny la missió d'entrampar un advocat sospitós. Però Danny comprendrà aviat que està manipulat.

## Repartiment
- Treat Williams
- Jerry Orbach
- Lee Richardson
- Lindsay Crouse
- Peter Friedman
- Richard Foronjy
- Lance Henriksen
- James Tolkan

## Nominacions
- Oscar al millor guió adaptat 1982 per Jay Presson Allen i Sidney Lumet
- Globus d'Or a la millor pel·lícula dramàtica
- Globus d'Or al millor director per Sidney Lumet
- Globus d'Or al millor actor dramàtic per Treat Williams